# V384 Puppis
V384 Puppis (V384 Pup / HIP 37433 / CD-31 4916 / TYC 7106-3174-1) es una estrella variable en la constelación de Puppis, la popa del Argo Navis.
De magnitud aparente máxima +8,77, es una estrella lejana que se encuentra a una distancia estimada de 3550 pársecs (11.600 años luz).
Al igual que R Puppis —visualmente a 2,5 minutos de arco—, es miembro del cúmulo abierto NGC 2439.
V384 Puppis es una supergigante roja de tipo espectral M2.5I con una temperatura efectiva de 3600 K.
Dependiendo del modelo utilizado —su magnitud bolométrica calculada a partir de su brillo en banda K o en banda V— puede tener un radio comprendido entre 500 y 850 radios solares.
Considerando el tamaño mayor, su radio equivale a casi 4 UA, por lo que si estuviese en el centro de nuestro sistema solar, su superficie se extendería más allá del cinturón de asteroides.
Consecuentemente, su luminosidad bolométrica —en todas las longitudes de onda— alcanza un valor comprendido entre 37.000 y 108.000 veces la luminosidad solar.
Pierde masa en forma de polvo a razón de 2,8 × 10-9 masas solares por año.
V384 Puppis está catalogada como una variable irregular LC —al igual que TZ Cassiopeiae o BU Geminorum—, y su brillo fluctúa entre magnitud +8,76 y +9,40, no existiendo ningún período conocido.